# Kallichore (maan)
Kallichore, of Jupiter XLIV is een natuurlijke satelliet van Jupiter. De maan werd ontdekt op 6 februari 2003 door astronomen van de Universiteit van Hawaï onder leiding van Scott S. Sheppard en kreeg S/2003 J 11 als voorlopige aanduiding. In 2005 kreeg de maan zijn officiële naam Kallichore.
Kallichore is zo'n 2 kilometer in doorsnee en draait rond Jupiter met een gemiddelde afstand van 23.276 Gm in 728,23 dagen.
De maan is genoemd naar Kallichore, een van de vele Muzen, maar kan ook een nimf zijn die Dionysos verzorgde.